# Улица 1 Мая (Зеленоград)
У́лица 1 Ма́я (улица Первого Мая) — улица в районе Крюково Зеленоградского административного округа города Москвы. Расположена между улицей Лётчицы Тарасовой и Заводской улицей.

## Происхождение названия
Улица получила идеологическое название в 1987 году в честь праздника 1 мая — Дня международной солидарности трудящихся.

## Здания и сооружения
- Дом 2 — Жилой дом 1978 года постройки[2].
- Дом 3 — Агентство по торговле недвижимостью «Зелёный город»
- Дом 4 — Жилой дом 1975 года постройки[3]. В одноэтажной пристройке до 2022 г. работал универмаг «Детство».